# Casa Adam-Stegerwald

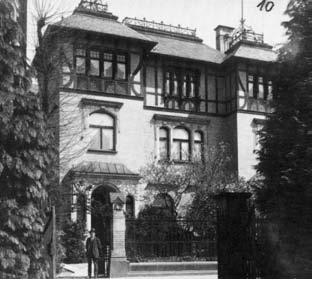
Vila Barthels (1906)

Casa Adam-Stegerwald este un fost centru de conferințe din Königswinter, un oraș din Renania de Nord-Westfalia, districtul Rhein-Sieg. Acesta este situat pe drumul principal (adresa: Hauptstraße 487/489) în partea de sud a orașului vechi și stă ca monument arhitectonic sub protecție de patrimoniu.

## Istorie
Casa Adam-Stegerwald a fost în trecut vila consilierului comercial regal Philipp II Barthels (1838-1906) din Barmen, care a construit-o conform planurilor arhitectului Ottomar Stein din Bad Honnef. În anul 1924 a cumpărat-o Jakob Kaiser, politician din Zentrumspartei (Partidul de Centru, predecesorul CDU), ca centru de conferințe pentru Asociația Socială Arbeiterwohl (Bunăstarea muncitorului) ca și ca loc centru de odihnă (Erholungsheim) pentru mamă și copil. În 1927/28 vila a fost demolată și reconstruită cu un corp în plus. În 1930/31 se întâlnea aici Cercul de la Königswinter (Königswinterer Kreis), o asociație de oameni de știință și eticieni din domeniul științei sociale cu confesiune catolică, care își dorea crearea unui concept socio-politic pentru catolicismul politic în Germania. În perioada Germaniei Naziste (1933-1945), casa a fost privatizată și folosită de Frontul de Muncă German (Deutsche Arbeitsfront - DAF) sub numele de Școala Robert-Ley (Robert-Ley-Schule) pentru formarea liderilor politici. Inaugurarea festivă a avut loc la data de 24 iunie 1933 în prezența comandantului Robert Ley. Din anul 1935 a purtatul numele de „Reichsschulungsburg“ (Castel de formare al Imperiului) și a devenit o școală cu singurul scop indoctrinarea ideologică în cadrul DAF. Casa avea o capacitate de 75 de persoane (în anul 1940) și conținea săli de lectură, biblioteci și fumoare; casa era comparabilă prin facilitățile ei cu un hotel de primă clasă. În 1937 Hotelul Mattern a fost a doua clădire transformată în școală de îndoctrinat („Königswinter II“) din Königswinter. 
După sfârșitul Celui De-Al Doilea Război Mondial, casa a ajuns pentru început în proprietatea Asociației Sindicale Germane (Deutsches Gewerkschaftsbund). Casa poartă numele de azi după cofondatorul Asociației Creștine Sindicaliste, Adam Stegerwald, pe care l-a primit în toamna anului 1948, când casa a fost din nou intrată în utilizare pentru scopuri integrativ-germane. Din septembrie 1948, casa a găzduit fracțiunea CDU/CSU a consiliului parlamentar care se întâlnea 1948/49 în Bonn. 

## Arhitectură
Vila (adresa: Hauptstraße 489) din anul 1901, este o clădire din stuc cu trei etaje cu rezalite laterale și cu acoperișul în patru ape. Etajul al doilea a fost inițial construit în stil funcțional. În partea de sud a vilei este situată o seră de iarnă construită din lemn, datând din anul 1904. Scara este ilumintă natural printr-un tavan din vitraliu construit în anul 1912. Noua clădire (Hauptstraße 487) din anul 1920 este tot de 3 etaje și are casa scărilor deschisă și construită din lemn. Ferestrele au fost ulterior mărite.

## Link-uri
- Geschichte des Hauses (Istoria casei) (Memento vom 19. September 2012 im Internet Archive), Adam-Stegerwald-Haus